# Майкъл Рифатер
Майкъл (или Мишел) Рифатер (на френски: Michel (или Michael) Riffaterre, р. 20 ноември 1924 г.; п. 27 май 2006 г.) е влиятелен френски литературовед, структуралист и семиотик, емигрирал в САЩ.

## Биография
Мишел Рифатер е син на парламентариста Камий Рифатер (1879 – 1964). Роден е в Бурганьоф, регион Лимузен в централна Франция. Следва Френска литература в Лион, след Втората световна война продължава в Сорбоната, където получава магистърска степен по класическа филология през 1947 г. През 1950 г. заминава за САЩ, където защитава в Колумбийския университет в Ню Йорк докторат през 1955 г., след което остава на основна работа там до края на академичната си кариера – доцент (1955), професор (1964), Бланш Нопф професор (1975) и почетен професор (1982 – 2004). Ръководител на департамента по френски от 1974 до 1983 г. Пенсионира се през 2004 г. и две години по-късно умира в дома си в Ню Йорк.
Докато е в Колумбийския университет, Рифатер осъществява пътувания като гост професор в Университета „Джонс Хопкинс“, Колеж дьо Франс, Йейлския университет, Харвардския университет, Градския университет на Ню Йорк и Пенсилванския университет.
Рифатер е президент на Семиотичното общество на Америка (1986).
От 1971 до 2000 г. е главен редактор на списание Romanic Review. През 2002 г. излиза специален брой на списанието, посветен на Рифатер, а сред авторите на броя са Антоан Компаньон, Юлия Кръстева, Мишел Божур, Франсоаз Мелцер, Мери Шоу и др..
Рифатер е почетен доктор на университетите в Клермон-Феран („Блез Паскал“) и Париж (Сорбоната).
Най-голяма популярност му носи книгата Semiotics of Poetry и понятията хипограма и силепсис.

## Идеи
Майкъл Рифатер работи по време на възхода на френския структурализъм. Днес обаче той се възприема главно в перспективата на теориите за читателския отклик.
В центъра на неговите изследователски интереси е самото явление 'литературност', за проучване на което той разработва свои концепции. Централна е идеята за 'интертекстуалност', а по-нататък неговите разбирания за 'силепсис' и 'хипограма'.
- Силепсис е термин, който той приема да използва следвайки Жак Дерида[7]. Според собствения му анализ „силепсисът се състои в разбиране на една и съща дума по два начина едновременно, като контекстуално значение и като интертекстуално значение“[8]. Функционирането на силепсиса се разкрива в три разновидности: опосредстващо – като скрита препратка към външен текст; вътрешнотекстово – когато един чужд текст е 'вграден' в разглеждания; допълващо – когато играе с противоречиви конотации и валоризации. Тези функции съответстват и на различна интертекстуалност. В много отношения анализът на силепсиса се открива в техниките на по-късния деконструктивизъм.
- Хипограмата е вербална структура, която предполагаемо оформя отвътре текстовете, окачествявани като 'поетически'. Нейното долавяне от читателя, успешно или не, определя съответно евентуалното възприемане на един текст като поетичен. Занимание на критика е изявяването на хипограмата чрез проследяване на употребените текстуалните средства. Ключовата роля на тази идея за работите на Рифатер до 1980 е била изтъкната от Пол де Ман [9], който посочва и нейни исторически измерения.

## За него
- Jonathan Culler, „Riffaterre and the Semiotics of Poetry“, in The Pursuit of Signs: Semiotics, Literature, Deconstruction, Cornell University Press, 1981, pp. 80 – 99.